# Cessna 207
Cessna 207 je typ jednomotorového hornoplošníku s dvojčlennou osádkou a kapacitou 6 pasažérů, osazený pevným příďovým podvozkem, určený pro rekreační a transportní účely, vyrobený americkou společností Cessna. V případě potřeby je možné tento letoun osadit plováky či lyžemi. U tohoto modelu (podobně jako u C206) lze taktéž vyndat některá sedadla (typicky se jedná o třetí řadu zepředu) a vybavit letoun luxusním interiérem, čím z něj lze udělat soukromé transportní letadlo se značně nižšími provozními náklady, než u letounů s pohonem proudovými či turbovrtulovými motory.

## Pohon
Pohon tohoto letounu zajišťuje šestiválcový motor Lycoming IO-540 s plochým uspořádáním válců o výkonu 224 kW. Motor má při cestovním výkonu spotřebu 56,88 litrů paliva na hodinu, což je sice pro letouny obecného letectví osazené pístovým motorem spotřeba relativně vysoká, u konkurenčních letounů osazených turbovrtulovým motorem může ovšem dosáhnout až dvojnásobku. Motor je chlazený vzduchem, jež k němu přichází dvěma otvory u vrtule letadla, karburátor je vybaven vyhříváním.

## Výbava kokpitu
Výbava kokpitu je jako u většiny letounů společnosti Cessna následující: avionika je uspořádána ve sloupcovitém uskupení blížeji kopilotovi, směrem k pilotovi poté následují výstupy avioniky (ILS, ADF,...), dále následují přístroje jako variometr, rychloměr a měřiče subsystémů, jako například teplota spalin, teplota a tlak oleje, množství paliva v nádržích, ampérmetr alternátoru atd. Spínače subsystémů se nacházejí ve spodní části panelu. Ovládání motoru je přesně v dolní střední části panelu a obsahují kromě regulace koncentrace paliva ve vstřikované směsi a výkonového ovladače i modrý ovladač otáček vrtule. Kokpit je vybaven klimatizací, jež reguluje taktéž teplotu v prostoru pro cestující. Kabina není přetlakována.

## Nehody
26. června 2017 Vinalhaven, USA
Cessna 207 zaplněná poštou a jiným nákladem po vzletu z letiště ve městě Vinalhaven měla problémy s nabíráním výšky a ve vysoké rychlosti narazila do stromů za drahou. V době nehody v ní byl pouze pilot, jež incident přežil, letadlo ovšem bylo totálně zničeno. Pozdější vyšetřování prokázalo, že letadlo bylo silně přetíženo, což způsobilo zanedbatelný přírůstek výšky a kolizi se stromy za drahou.

## Specifikace

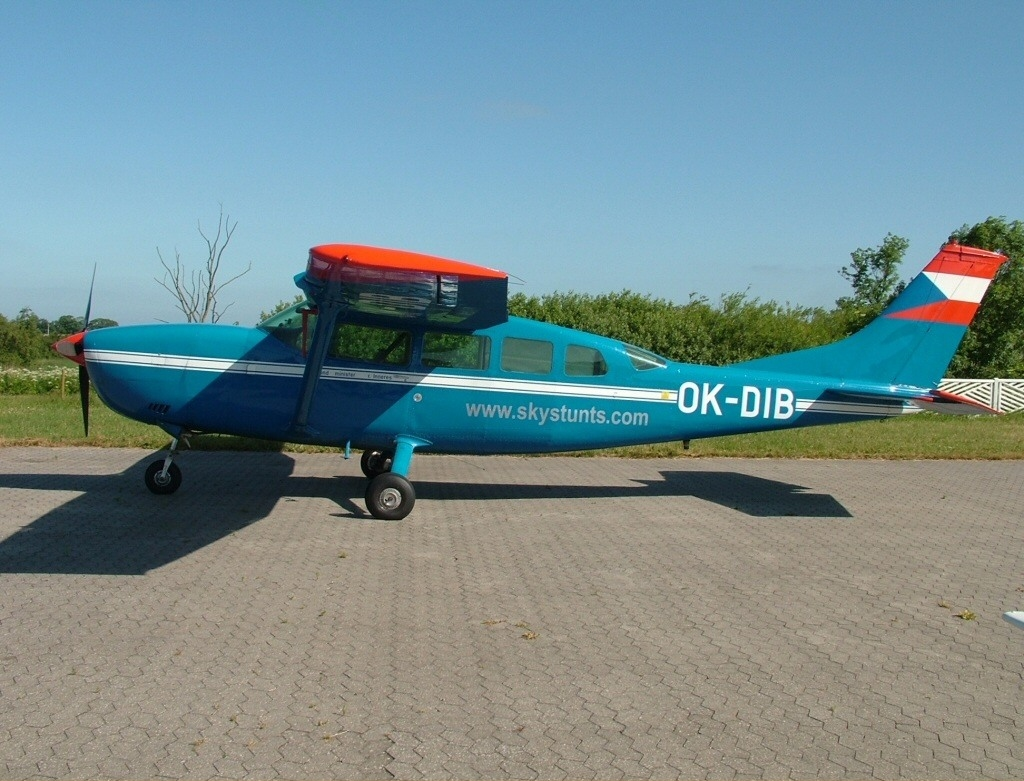
Cessna 207 Skywagon (OK-DIB)

### Technické údaje
- Osádka: 2
- Kapacita:
  - Počet cestujících: 8
  - Max. hmotnost obsahu zavazadlového prostoru: 150 kg
- Rozpětí:
- Délka:
- Výška:
- Nosná plocha:
- Pohonná jednotka: 1 × plochý šestiválec Lycoming IO-540 (výkon 224 kW)
- Kapacita nádrží: 263 litrů (4,5 hodin letu s 30 minutovou rezervou)

### Výkony
- Max. rychlost: 286 km/h (143 kn)
- Dolet: 1352 km (730 nmi)
- Dostup: 4785 m
- Cestovní rychlost: 263 km/h (132 kn)
- Pádová rychlost (klapky plně zataženy): 130 km/h (65 kn)
- Pádová rychlost (klapky plně vytaženy): 116 km/h (58 kn)